# Варшавський меридіан

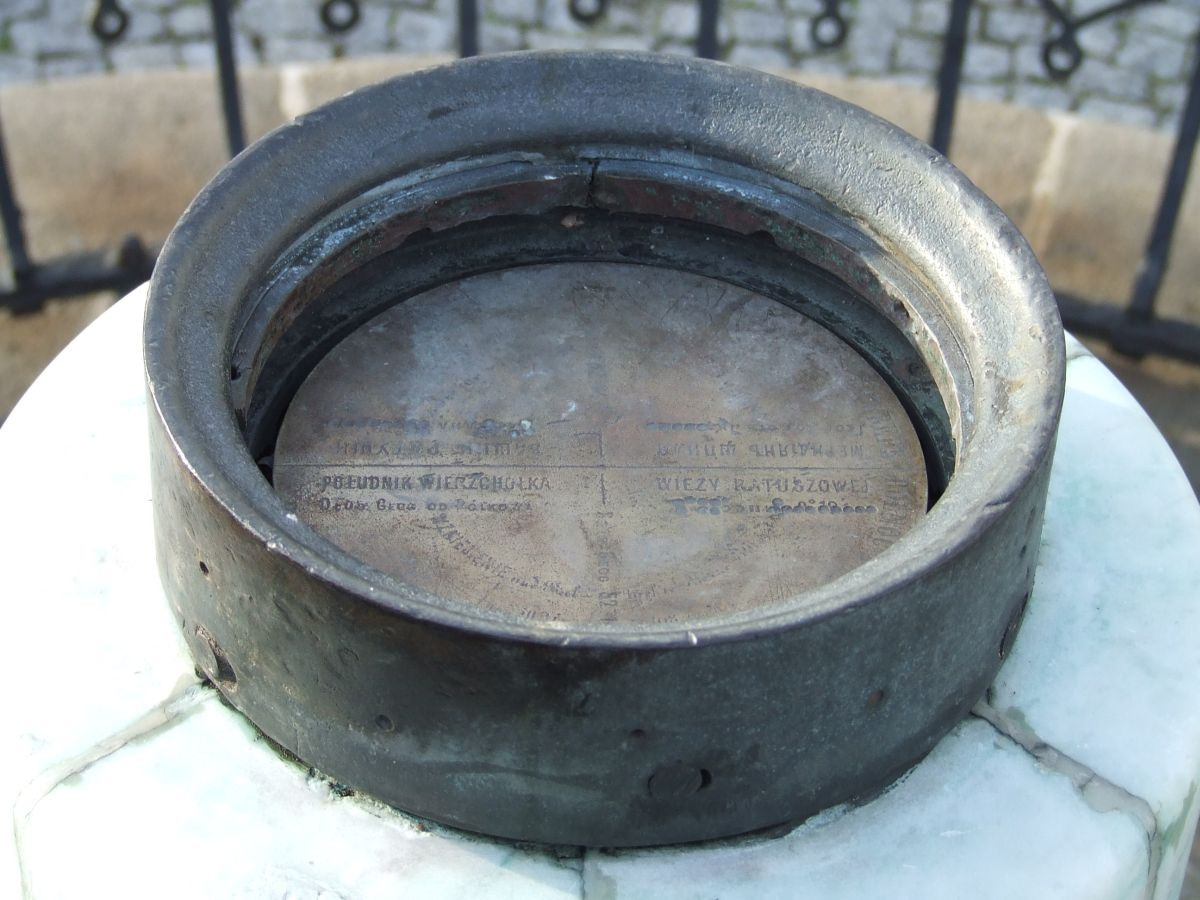
Południk warszawski — zbliżenie

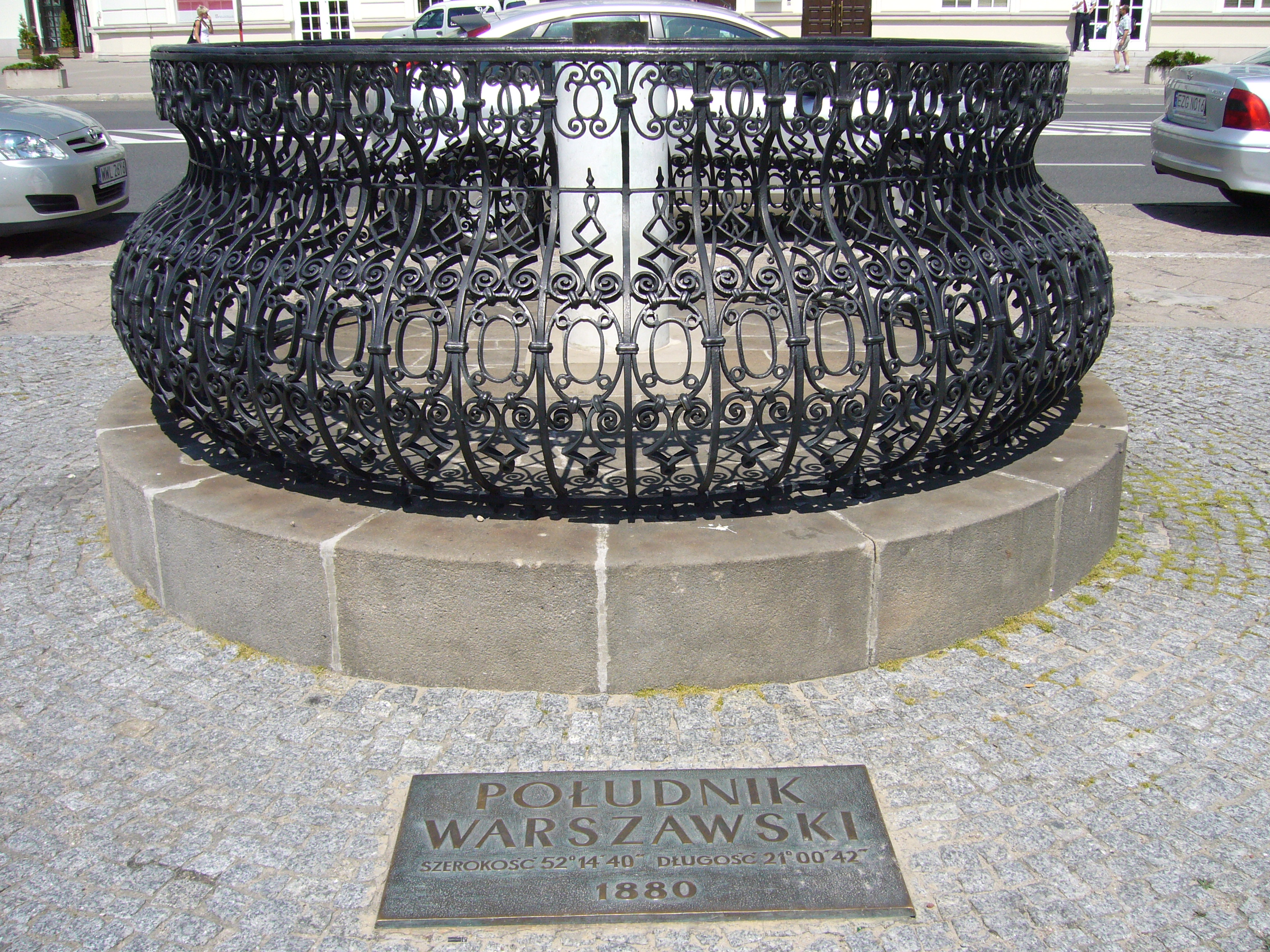
Tablica opisująca współrzędne geograficzne

Варшавський меридіан (пол. Południk Warszawski) — умовна назва меридіана 21°00' східної довготи, де розташована годинникова вежа Палацу Яблоновських, позначеного невеликим стовпцем, яка також називається Варшавським меридіаном, встановленою на Театральній площі в 1880 році.

## Історія
У 1880 році на площі перед Палацом Яблоновських, місцем розташування муніципальної влади в той час, встановлено кам'яний стовпець, оточений залізною балюстрадою з бляшкою, що вказує на географічне положення, а також висоту над рівнем моря та річку Вісла. Варшавський меридіан проходить через вершину стовпця та через башту палацу, яка слугувала точкою для вимірювань
Координатні значення меридіана, вигравіювані на табличці на тротуарі, відрізняються від теперішніх через змінення розташування нульового меридіана, який було перенесено в 1984 р.  на 102 метри. Залізна частина стовпа містить інформацію про призначення об'єкта тодішньою офіційною російською мовою. Через брак інформації про дату, розміщення об'єкта може виникнути плутанина, оскільки довготи не можна визначити без знання розташування нульового меридіана.
Тільки через чотири роки після появи позначки меридіональної лінії у Варшаві середній час за Гринвічем став міжнародним стандартом для відліку часу на основі гринвіцького меридіана. До цього використовувався лише місцевий час і моменти полудня визначали на основі довжини тіні гномона.

## У культурі
Меридіан показано у фільмі "Пінгвін" зі Збігнєвом Цибульським.